# Breaking Hearts
Breaking Hearts er det attende studiealbum af den britiske sanger Elton John udgivet i 1984. Albummet indeholder den kvartet af John, Davey Johnstone, Dee Murray og Nigel Olsson. Albummet er en af de to album med Elton Johns klassiske band, hvor percussionisten Ray Cooper var ikke blandt medlemmerne, det andet album er Don't Shoot Me I'm Only the Piano Player (1973). Dette album er den sidste hvor Dee Murray spiller basguitar før hans død i 1992.
Albummet indeholder singlerne "Sad Songs (Say So Much)", "Who Wears These Shoes?", "In Neon" og "Passengers". "Sad Songs (Say So Much)" nåede nummer fem i USA på Billboard Hot 100 og "Passagers" nåede nummer fem på UK Singles Chart.
I USA blev albummet certificeret guld i 1984 og senere platin i 1998 af Recording Industry Association of America.

## Sporliste
Alle sange er skrevet af Elton John og Bernie Taupin medmindre andet er angivet.
| #   | Titel                                        | Sangskriver(e)                                             | Længde |
| --- | -------------------------------------------- | ---------------------------------------------------------- | ------ |
| 1.  | "Restless"                                   |                                                            | 5:15   |
| 2.  | "Slow Down Georgie (She's Poison)"           |                                                            | 4:08   |
| 3.  | "Who Wears These Shoes?"                     |                                                            | 4:04   |
| 4.  | "Breaking Hearts (Ain't What It Used to Be)" |                                                            | 3:35   |
| 5.  | "Li'l 'Frigerator"                           |                                                            | 3:36   |
| 6.  | "Passengers"                                 | Elton John, Bernie Taupin, Davey Johnstone, Phineas McHize | 3:22   |
| 7.  | "In Neon"                                    |                                                            | 4:19   |
| 8.  | "Burning Bridges"                            |                                                            | 4:02   |
| 9.  | "Did He Shoot Her?"                          |                                                            | 3:20   |
| 10. | "Sad Songs (Say So Much)"                    |                                                            | 4:48   |

## Musikere
- Elton John – keyboard, vokal
- Davey Johnstone – guitar, baggrundsvokal
- Dee Murray – basguitar, baggrundsvokal
- Nigel Olsson – trommer, baggrundsvokal
- Andrew Thompson – saxofon på "Li'l 'Frigerator"

## Hitlister
| Hitliste (1984)                  | Placering |
| -------------------------------- | --------- |
| Australien (Kent Music Report)   | 1         |
| Østrig (Ö3 Austria Top 40)       | 4         |
| Canada (RPM Albums Chart)        | 10        |
| Nederlandene (MegaCharts)        | 41        |
| Japan (Oricon)                   | 54        |
| New Zealand (RIANZ)              | 2         |
| Norge (VG-lista)                 | 7         |
| Spanien (PROMUSICAE)             | 5         |
| Sverige (Sverigetopplistan)      | 11        |
| Schweiz (Schweizer Hitparade)    | 1         |
| Storbritannien (UK Albums Chart) | 2         |
| Tyskland (Media Control Charts)  | 5         |
| USA (Billboard 200)              | 20        |